# エスタディオ・ネメシオ・カマーチョ
エスタディオ・ネメシオ・カマーチョ（西: Estadio Nemesio Camacho）は、コロンビアの首都ボゴタにあるスタジアム。連邦区が所有。エル・カンピン (El Campín) の名で親しまれている。

## 解説
コロンビアサッカーリーグに所属するミジョナリオスFCとインデペンディエンテ・サンタフェがホームスタジアムとしており、ここでダービーマッチが開催される。また、バランキージャのエスタディオ・メトロポリターノ・ロベルト・メレンデス、メデジンのエスタディオ・アタナシオ・ヒラルドと共に、サッカーコロンビア代表が使用するスタジアムでもある。
1935年、ホルヘ・エリエセル・ガイタン市長の発議で建設が決定。1938年8月10日に10,000人収容のスタジアムが完成した。竣工記念試合はコロンビア代表とエクアドル代表の試合であり、コロンビアは1-2でエクアドルに敗れた。1968年の改築により収容人数が62,500人となったが、実際は警備の都合で48,000人程度に制限されていた。その後、縮小を繰り返し現在の収容人数に至っている。2010 FIFAワールドカップ・南米予選の開催前に最後の大規模改修が行なわれ、2011年にはFIFA U-20ワールドカップの開催スタジアムの1つとなった。

## 名称
スタジアム名にある「ネメシオ・カマーチョ」とは、ボゴタの路面電車の前経営者であり、スタジアム建設用に土地を提供したルイ・カマーチョの父親である。また、愛称のエル・カンピンとはスペイン語で「キャンプ」の意味があり、元々土地がキャンプ場として使用されていたことに由来する。